# Partido judicial de Vendrell
El Partido judicial de  Vendrell  es uno de los 49 partidos judiciales en los que se divide la Comunidad Autónoma de Cataluña, siendo el partido judicial n.º 1  de la provincia de Tarragona.
El ámbito territorial, que viene regulado por el Real Decreto 529/1983, de 9 de marzo, comprende los municipios de :
Aiguamurcia, Albiñana, Altafulla, Bañeras, Bellvey, Bonastre, Calafell, Creixell, Cunit, Arbós, La Bisbal del Panadés, La Nou de Gaya, Puebla de Montornés, La Riera, Lloréns, Maslloréns, Montferri, Montmell, Roda de Bará, Salomó, San Jaime dels Domenys, Santa Oliva, Torredembarra, Vendrell y Vespella.